# Маслина сам ноћас
„Маслина сам ноћас” је југословенски ТВ филм из 1982. године. Режирала га је Тања Феро а сценарио је написао Петар Гудељ.
Петар Гудељ (1933) био је један од најистрајнијих југословенских песника, обимне библиографије и велике песничке снаге. Његове стихове казује Драган Максимовић.

## Улоге
| Глумац            | Улога |
| ----------------- | ----- |
| Драган Максимовић |       |